# Sokol (Mosca)
Il quartiere Sokol (in russo Район Сокол?) è un quartiere di Mosca sito nel Distretto Settentrionale.
L'area del quartiere era abitata già nel XV secolo, vi sorgeva l'abitato di Vsechsvjatskoe. Viene inclusa nel territorio del comune di Mosca nel 1917. Prende il nome dall'abitato di Sokol, fondato negli anni 1920.